# Индустријска својина
Индустријска својина је правни појам којим се бави посебна правна дисциплина, право индустријске својине, и односи се на извесне својинске односе које успостављају аутори над извесним производима људског духа. Под индустријском својином подразумевају се производи људског духа који се могу економски искоришћавати у обављању привредне делатности и у погледу којих је то својство изричито прописано.
Индустријску својину чине само она интелектуална добра чијом се употребом може остварити економска (новчана или нека друга материјална) корист. То, пре свега, значи да индустријску својину чине она интелектуална добра, прво, која је могуће опредметити, материјализовати односно дати им облик у којем ће бити препознатиљива у објективној стварности и друго, чија се вредност може изразити у новцу.
Интелектуална добра која се могу комерцијално искоришћавати у области науке, књижевности и уопште уметности и културе називају се ауторска дела. Ауторским делима се бави ауторско право.
Неки аутори индустријску својину и ауторско право зову једним именом интелектуална својина.

## Класификација
Индустријску својину чине само она интелектуална добра у погледу којих је међународним конвенцијама изричито прописано да представљају добра индустријске својине. То су:
- резултати стваралачког рада, који су различити по иновативности и по предмету заштите али су предмет духовног стваралаштва техничке природе. Такви су:
  - проналасци, који представљају ново решење техничког проблема и могу се практично применити у некој привредној делатности. Уколико је проналазак правно заштићен, он је патент. Проналазак мора да испуњава услов новости и примењивости у производњи. Правна регулатива неких земаља познаје проналаске нижег нивоа инвентивности који се може сврстати у категорије мали патент и корисни модел.
  - техничке иновације, које су сваки облик рационализације применом познатих средстава. Техничка иновација је нижег нивоа иновативности од проналаска и не може се штитити патентом.
  - технолошка знања или know-how, су скуп практичних знања применљивих у привреди
  - творевине занатског и индустријског обликовања (дизајн), су проналасци које се односе на спољни облик а предмет заштите није проналазак већ искључиво изглед. Овакав облик се не може заштитити патентом, но уколико је такав да има уметничке особине он се може заштитити као ауторско дело.
  - топографије интегрисаних кола односно тродимензионални прикази распореда елемената и веза електронског кола
  - биљне сорте, које не могу бити патентиране али могу бити заштићене као посебан облик интелектуалне својине
- знаци разликовања, који су нематеријалне природе, стваралаштво не мора бити кључни елеменат знака а временско трајање заштите не мора бити ограничено. Такви знаци могу бити
  - робни и услужни знакови,
  - називи или имена порекла производа,
- право заштите конкуренције и сузбијање нелојалне конкуренције

Ако имамо у виду да се под обављањем привредне делатности подразумева производња и промет роба и пружање услуга на тржишту то се проналасци (укључујући и проналаске биљних сорта) и тродимензионални прикази распореда елемената електронских кола у рачунару односе на производњу робе док се робни и услужни знакови, творевине занатског и индустријског обликовања и имена порекла производа односе на промет роба и пружање услуга на тржишту. Пошто се промет роба и пружање услуга на тржишту врши у условима конкуренције то је сузбијање нелојалне конкуренције од нарочитог значаја по заштиту ималаца индустријске својине. Сузбијање нелојалне конкуренције је сузбијање радњи тржишних субјеката предузетих у трговинско-правном промету ради тржишне утакмице противно добрим обичајима, одн. правилима пословног морала којима се наноси или се може нанети штета другим тржишним субјектима. Имаоце индустријске својине неопходно је заштитити како би добра индустријске својине могли несметано користити и на тај начин надокнадити трошкове које су имали у њеном стварању или прибављању, као и остварити примерену зараду. На тај начин се стимулише даљи рад у овој области што је од огромног значаја с обзиром да је индустријска својина најважнији фактор техничко-технолошког развоја савремене цивилизације.

## Производ људског духа
Под производима људског духа се подразумевају интелектуална добра. Интелектуална добра су производи људског интелектуалног стваралаштва. Људско интелектуално стваралаштво је креирање нових идеја, информација, феномена путем људског интелектуалног напора у примени знања и маште. Основна карактеристика интелектуалних добара је њихова нематеријална природа. То значи да се интелектуална добра не могу додирнути, опазити чулом вида нити било којим другим чулом. Интелектуална добра не могу да сатруну, зарђају одн. пропадну попут материјланих добара. За њих не важе просторно-временска ограничења тако да се у исто време могу налазити па чак и употребљавати на више места. Ово због тога што се интелектуална добра употребом не троше, а пошто представљају садржај свести човека налазе се свугде где се налазе људи у чијој свести су ова добра садржана.